# Avraham Varcman
Avraham Varcman, neformálně Avi Varcman [přepisováno též Avi Wortzman nebo Avi Vertzman] (hebrejsky אברהם וורצמן nebo אבי וורצמן, narozen 29. října 1970 Beerševa), je izraelský politik, v letech 2013–2015 (a krátce znovu koncem roku 2015) poslanec Knesetu za stranu Židovský domov. Od března 2013 je náměstkem ministra školství.

## Biografie
Navštěvoval střední školu Ohel Moše napojenou na hnutí Bnej Akiva v rodné Beerševě. Studoval na ješivě Merkaz ha-rav a dalších náboženských vzdělávacích ústavech. Sloužil v izraelské armádě jako voják v Brigádě Giv'ati, Vystudoval pedagogiku, judaismus a židovskou filozofii. Krátce před svým nástupem do Knesetu také absolvoval obor správa a veřejná politika na Ben Gurionově univerzitě.
V roce 1993 založil největší skupinu mladých nábožensky orientovaných sionistických dobrovolníků v Izraeli (gar'in torani) nazvanou Bejt Morija. Působil ve vedení několika sociálních a náboženských neziskových organizací. V roce 2002 za své aktivity v oblasti práce s mládeží obdržel od předsedy vlády cenu Magen ha-jeled (מגן הילד) Dětský štít. Byl poradcem izraelského ministra bydlení a výstavby pro otázky Negevu a Galileji a v roce 2003 byl jmenován členem výboru organizace Agaf šachar (אגף שח"ר), která spadala pod ministerstvo školství a měla na starosti podporu pedagogů pracujících v chudších čtvrtích a obcích. Od roku 2008 působí jako místostarosta města Beerševa. Má zde na starosti rozvoj komunity a oblast sociálních služeb.
Ve volbách v roce 2013 byl zvolen do Knesetu za stranu Židovský domov. Následně byl jmenován náměstkem ministra školství ve třetí Netanjahuově vládě.
Ve volbách v roce 2015 zvolen nebyl, ale do parlamentu nastoupil automaticky jako náhradník 3. prosince 2015 jako náhradník poté, co se mandátu vzdal Jinon Magal. Již 6. prosince 2015 ale na nově získané poslanecké křeslo rezignoval a do Knesetu místo něj usedl Naftali Bennett. Důvodem pro odmítnutí poslaneckého mandátu byla Varcmanova preference zůstat činným na postu ředitele sociálního ústavu Ale Negev.